# Gouvernement Thánou-Christophílou
République hellénique
Tsípras I Tsípras II
Le gouvernement Thánou-Christophílou (en grec moderne : Υπηρεσιακή κυβέρνηση Βασιλικής Θάνου) est le gouvernement de la République hellénique entre le 28 août et le 23 septembre 2015, institué à la suite de la dissolution de la XVIe législature du Parlement.

## Historique
Dirigé par la nouvelle Première ministre transitoire Vassilikí Thánou-Christophílou, première femme à exercer cette responsabilité, également présidente de la Cour de cassation, ce gouvernement ne dispose d'aucun soutien parlementaire puisque sa nomination fait suite à l'impossibilité de constituer une majorité au sein du Parlement grec.

### Formation
Le 20 août 2015, le Premier ministre issu de la gauche radicale Aléxis Tsípras remet sa démission au président de la République Prokópis Pavlópoulos, six jours après avoir une scission de son parti SYRIZA ayant entraîné la perte de sa majorité au Parlement lors d'un vote sur l'accord passé avec les autres États de l'Union européenne au sujet de mesures d'austérité budgétaire.
Conformément à la Constitution, le chef de l'État demande alors à Tsípras, puis au président par intérim de la Nouvelle Démocratie (ND) Evángelos Meïmarákis et enfin au dirigeant d'Unité populaire (LAE) Panayiótis Lafazánis — en leur qualité de représentant des trois plus importants groupes parlementaires — de tenter de constituer un nouvel exécutif. Aucun n'y parvenant, Prokópis Pavlópoulos dissout l'assemblée et charge Vassilikí Thánou-Christophílou, qui dispose de la plus grande ancienneté parmi les présidents des trois hautes cours du pays, de mettre en place un cabinet transitoire jusqu'à la tenue du scrutin. L'assermentation a lieu le 28 août,.

### Succession
Les élections législatives du 20 septembre 2015 sont marquées par une nouvelle victoire de SYRIZA, qui rate de six sièges la majorité absolue. Aléxis Tsípras, appelé à former le nouveau gouvernement, se met d'accord avec les Grecs indépendants (ANEL) de Pános Kamménos pour rétablir leur coalition. Le 23 septembre, le gouvernement Tsípras II est assermenté.

## Composition
| Fonction                                                                 | Titulaire | Titulaire                         | Parti |
| ------------------------------------------------------------------------ | --------- | --------------------------------- | ----- |
| Première ministre                                                        |           | Vassilikí Thánou-Christophílou    | Aucun |
| Ministre des Affaires étrangères                                         |           | Pétros Molyviátis                 | ND    |
| Ministre de l'Intérieur et des Réformes administratives                  |           | Antónis Manitákis                 | Aucun |
| Ministre des Finances                                                    |           | Giórgos Houliarákis               | Aucun |
| Ministre de l’Économie, des Infrastructures, de la Marine et du Tourisme |           | Níkos Christodoulákis (el)        | Aucun |
| Ministre de la Défense nationale                                         |           | Ioánnis Giános (el)               | Aucun |
| Ministre de la Culture, de l'Éducation et des Religions                  |           | Angelikí-Effrosýni Kiáou (el)     | Aucun |
| Ministre du Redressement productif, de l'Environnement et de l'Énergie   |           | Ioánnis Gólias (el)               | Aucun |
| Ministre de la Justice, de la Transparence et des Droits de l'homme      |           | Dimítrios Papangelópoulos (el)    | Aucun |
| Ministre du Travail, de la Sécurité sociale et de la Solidarité sociale  |           | Dimítris Moustákas (el)           | Aucun |
| Ministre de la Santé                                                     |           | Athanásios Dimópoulos (el)        | Aucun |
| Ministre d'État, chargé de la Lutte contre la corruption                 |           | Panayótis Nikoloúdis              | Aucun |
| Ministre d'État, chargé de la Coordination gouvernementale               |           | Elefthérios Papageorgópoulos (el) | Aucun |